# 紫脉蓼
紫脉蓼（学名：Polygonum purpureonervosum）为蓼科蓼属下的一个种。